# Kanadaskogssångare
Kanadaskogssångare (Cardellina canadensis) är en fågel i familjen skogssångare inom ordningen tättingar. Den häckar i östra Nordamerika. Vintertid flyttar den till ett område från Panama till nordvästra Sydamerika. Endast sex fynd har gjorts i Europa, varav fyra i Azorerna. Arten minskar i antal, men beståndet anses ändå vara livskraftigt.

## Utseende
Kanadaskogssångare är en relativt liten skogssångare med lång och smal stjärt. Den rent grå ovansida är karakteristisk, liksom en prydlig vit ögonring, ett gult streck mellan öga och näbb ovanför en mörk tygel, samt ett halsband av strimmor på bröstet. Undersidan i övrigt är gul med vit undergump.

## Läten
Sången är klar och ljudlig, en serie som inleds med ett "tjipp" och följt av en serie toner, mot slutet med högre tonhöjd. Lätet är ett kort och orent tjippande.

## Utbredning och systematik
Kanadaskogssångaren häckar i östra Nordamerika och övervintrar från Panama till bergstrakter i nordvästra Sydamerika. Arten är en mycket sällsynt gäst i Europa med endast sex fynd: 1973 på Island, 2006 på Irland, 2023 i Wales samt fyra fynd i Azorerna.

### Släktestillhörighet
Arten placerades tidigare tillsammans med kapuschongskogssångare och svartkronad skogssångare i släktet Wilsonia. DNA-studier visar dock att typarten för släktet kapuschongskogssångaren är nära släkt med rödstjärtad skogssångare och har därefter flyttats därmed till Setophaga. Kanadaskogssångare och svartkronad sångare förs numera istället till Cardellina, tillsammans med rödbröstad och röd skogssångare samt rosenskogssångare.

## Levnadssätt
Kanadaskogssångaren trivs i skuggig undervegetation i högresta lövskogar. Rätt lite kunskap finns om kanadaskogssångarens häckningsbiologi. Den verkar vara monogam, och att döma av observationer av par även på övervintringsområden verkar de hålla ihop året runt. Den lägger en kull om året med två till sex ägg som ruvas i elva till tolv dagar.

## Status och hot
Arten har ett stort utbredningsområde och en stor population, men tros minska i antal, dock inte tillräckligt kraftigt för att den ska betraktas som hotad. IUCN kategoriserar därför arten som livskraftig (LC). Världspopulationen uppskattas till fyra miljoner vuxna individer.